# Rocky Ridge (Ohio)
Rocky Ridge és una població dels Estats Units a l'estat d'Ohio. Segons el cens del 2000 tenia 389 habitants.

## Demografia
Segons el cens del 2000, Rocky Ridge tenia 389 habitants, 131 habitatges, i 102 famílies. La densitat de població era de 147,2 habitants per km².
Dels 131 habitatges en un 43,5% hi vivien nens de menys de 18 anys, en un 60,3% hi vivien parelles casades, en un 11,5% dones solteres, i en un 21,4% no eren unitats familiars. En el 18,3% dels habitatges hi vivien persones soles el 8,4% de les quals corresponia a persones de 65 anys o més que vivien soles. El nombre mitjà de persones vivint en cada habitatge era de 2,97 i el nombre mitjà de persones que vivien en cada família era de 3,33.
Per edats la població es repartia de la següent manera: un 31,6% tenia menys de 18 anys, un 7,7% entre 18 i 24, un 31,4% entre 25 i 44, un 19,3% de 45 a 60 i un 10% 65 anys o més.
L'edat mediana era de 34 anys. Per cada 100 dones de 18 o més anys hi havia 100 homes.
La renda mediana per habitatge era de 38.281 $ i la renda mediana per família de 40.469 $. Els homes tenien una renda mediana de 38.438 $ mentre que les dones 23.906 $. La renda per capita de la població era de 15.276 $. Aproximadament el 12,1% de les famílies i el 13,8% de la població estaven per davall del llindar de pobresa.

## Poblacions més properes
El següent diagrama mostra les poblacions més properes.